# Arzago d'Adda
Arzago d'Adda es una localidad y comune italiana de la provincia de Bérgamo, región de Lombardía, con 2.803 habitantes.

## Evolución demográfica
| Gráfica de evolución demográfica de Arzago d'Adda entre 1861 y 2001 |
|                                                                     |
| Fuente ISTAT - elaboración gráfica de Wikipedia                     |